# Печнева
Печнева — деревня в Цвылёвском сельском поселении Тихвинского района Ленинградской области.

## История
Деревня Липенец упоминается на карте Новгородского наместничества 1792 года А. М. Вильбрехта.
Смежные деревни Пишнова и Липенец обозначены на «Специальной карте западной части России» Ф. Ф. Шуберта 1844 года.

ПЕЧНЕВА (ЛИПЕНЕЦ) — деревня Калитинского общества, прихода Липенского погоста.

Крестьянских дворов — 16. Строений — 25, в том числе жилых — 16.

Число жителей по семейным спискам 1879 г.: 36 м. п., 44 ж. п.; по приходским сведениям 1879 г.: 45 м. п., 51 ж. п.

ПЕЧНЕВА — усадьба Калитинского общества, прихода Липенского погоста.

Строений — 5, в том числе жилых — 2. Число жителей по приходским сведениям 1879 г.: 1 м. п., 3 ж. п.

В конце XIX — начале XX века деревня относилась к Костринской волости 3-го земского участка 1-го стана Тихвинского уезда Новгородской губернии.
В начале XX века близ деревни находился небольшой курган.

ПЕЧНЕВА (ЛИПЕНЕЦ) — деревня Калитинского общества, дворов — 25, жилых домов — 22, число жителей: 59 м. п., 74 ж. п.
 
Занятия жителей — земледелие, лесные промыслы. Река Сясь. Часовня.
 
ПЕЧНЕВА — усадьба О. А. Лесницкой, жилых домов — 2, число жителей: 4 м. п., 5 ж. п.
 
Занятия жителей — земледелие. Река Сясь. (1910 год)

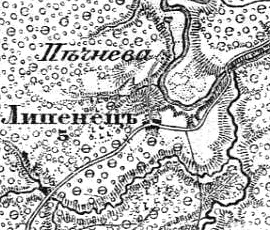
Деревня Печнева на карте 1913 года

Согласно карте Петроградской и Новгородской губерний 1913 года деревня называлась Липенец и насчитывала 5 крестьянских дворов, к северу от неё находилась усадьба Печнева.
С 1917 по 1918 год деревня Печнево входила в состав Костринской волости Тихвинского уезда Новгородской губернии. 
С 1918 года в составе Ольховской волости Череповецкой губернии.
С 1924 года в составе Пригородной волости.
С 1927 года в составе Липногорского сельсовета Тихвинского района.
В 1928 году население деревни Печнево составляло 165 человек.
Согласно карте Ленинградской области Северо-западного аэрогеодезического треста ГГУ издания 1932 года деревня насчитывала 17 крестьянских дворов. В деревне находилась часовня и леспромхоз.
По данным 1933 года деревня Печнева входила в состав Липногорского сельсовета.
С 1954 года в составе Кулатинского сельсовета.
В 1958 году население деревни Печнево составляло 53 человека.
С 1964 года вновь в составе Липногорского сельсовета.
По данным 1966, 1973 и 1990 годов деревня Печнева также входила в состав Липногорского сельсовета.
В 1997 году в деревне Печнева Липногорской волости проживали 17 человек, в 2002 году — 20 (русские — 95 %).
В 2007 году в деревне Печнева Цвылёвского СП проживали 17 человек, в 2010 году — также 17.

## География
Деревня расположена в юго-западной части района на автодороге 41К-902 (подъезд к дер. Печнева), к востоку от автодороги 41А-009 (Лодейное Поле — Тихвин — Будогощь — Чудово).
Расстояние до административного центра поселения — 12 км.
Расстояние до ближайшей железнодорожной станции Цвылёво — 11 км.
Деревня находится на левом берегу реки Сясь. К югу от деревни протекает Шагаров ручей, к востоку — река Клименка.

## Демография
| 1879 | 1910 | 1928 | 1958 | 1997 | 2002 | 2007 |
| ---- | ---- | ---- | ---- | ---- | ---- | ---- |
| 84   | ↗142 | ↗165 | ↘53  | ↘17  | ↗20  | ↘17  |
| 2010 | 2017 |      |      |      |      |      |
| →17  | ↗26  |      |      |      |      |      |

### Национальный состав
Согласно данным Всероссийской переписи населения 2021 года в деревне проживали 25 человек, все русские.

## Улицы
Гречишная поляна, Дубравная, Радужная поляна, Солнечная поляна, Цветочная поляна.